# Philicranae flavosignata
Philicranae flavosignata is een rechtvleugelig insect uit de familie veldsprinkhanen (Acrididae). De wetenschappelijke naam van deze soort is voor het eerst geldig gepubliceerd in 1955 door Willemse.